# Anathulea
Anathulea (лат.) — род пилильщиков из семейства Pergidae. Вид Anathulea bimaculata развивается на бересклетоцветных растениях Hippocratea volubilis L. (Celastrales, Hippocrataceae).

## Распространение
Встречаются в Центральной и Южной Америке (Неарктика и Неотропика): Бразилия, Гватемала, Коста-Рика, Панама.

## Классификация
Род включает около 5 видов:
- Anathulea bimaculata (Cameron, 1883)[3] — Гватемала, Коста-Рика, Панама
- Anathulea fatima (Kirby, 1882)[4] — Бразилия
- Anathulea nigriceps (Konow, 1900)[5] — Бразилия
- Anathulea nigripectus  Malaise, 1942[1] — Бразилия